# 世紀公園駅
世紀公園駅（せいきこうえん-えき）は、中華人民共和国上海市浦東新区にある、上海軌道交通（地下鉄）2号線の駅。

## 歴史
- 1999年9月20日 - 開業[1][2][3]。

## 駅構造

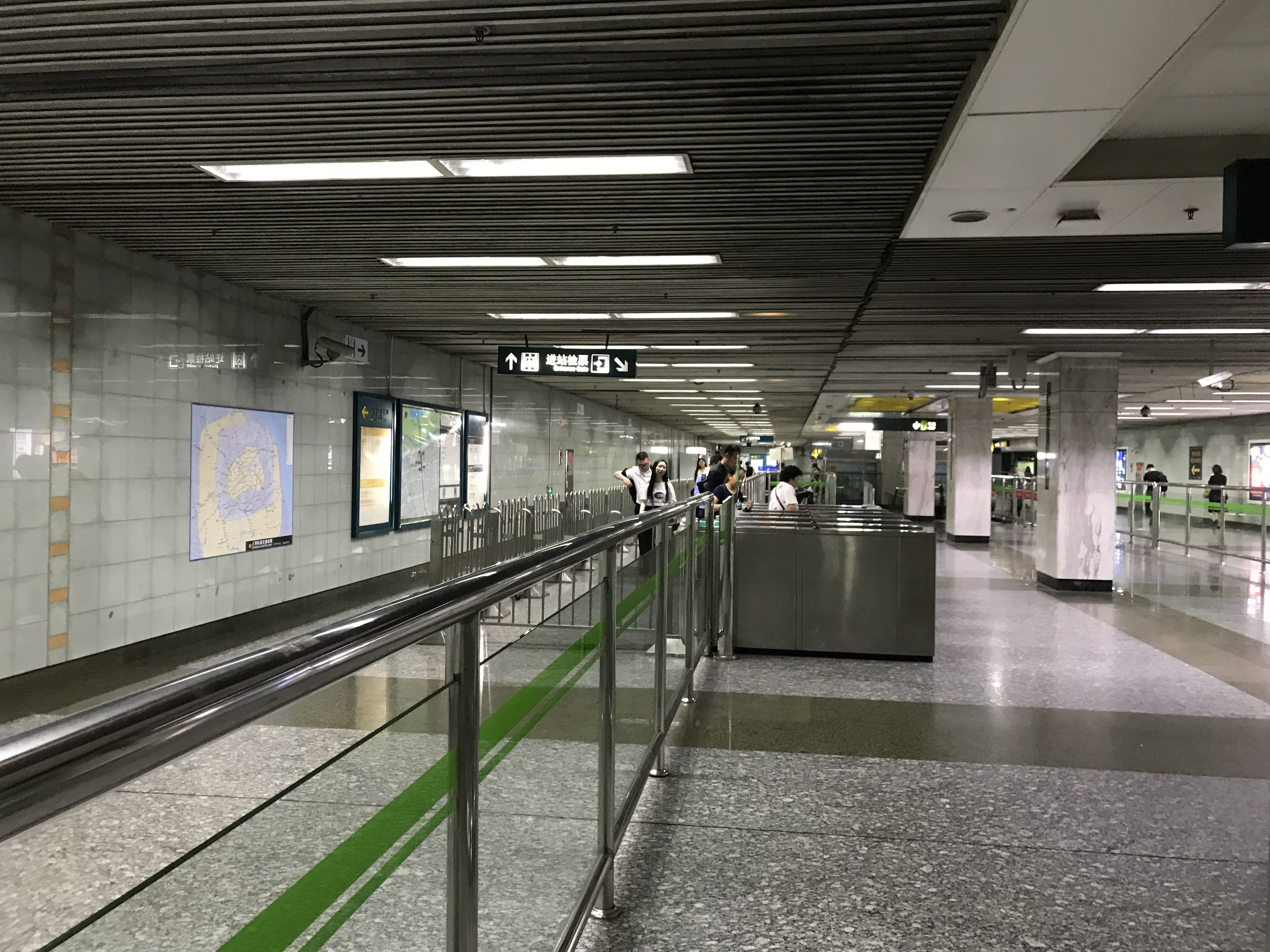
改札階コンコース

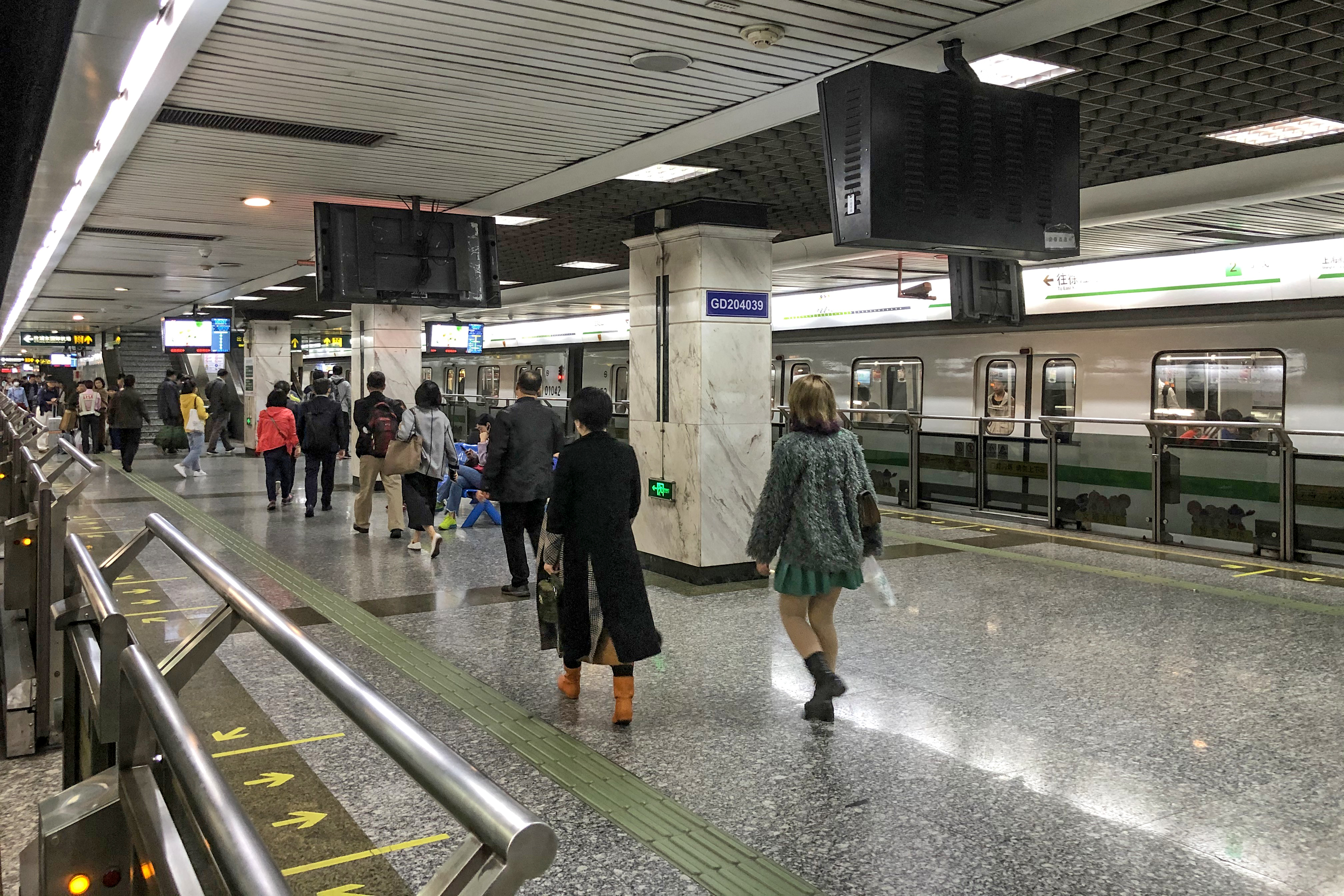
プラットホーム

海桐路の地下に位置する地下駅。地下1階が改札階、地下2階がホーム階の構造となっている。ホームは島式1面2線を有しており、可動式ホーム柵を設置している。出口は1〜4の4箇所ある。

### のりば
案内上ののりば番号は設定されていない。
| 番線   | 路線  | 行先                                 |
| ------ | ----- | ------------------------------------ |
| 西方向 | 2号線 | 世紀大道・人民広場・国家会展中心方面 |
| 東方向 | 2号線 | 竜陽路・広蘭路・浦東1号2号航站楼方面 |

## 駅周辺
- 世紀公園（中国語版）
- 建華鑽石公寓
- 上海市建平世紀中学
- 花木玉蘭広場
- 海桐小学 桜花校区

## バス路線
640、936、983、花木一路、方川専線、東周線

## 隣の駅
上海軌道交通
 2号線
上海科技館駅 - 世紀公園駅 - 竜陽路駅